# Jasemba
Il monte Jasemba è un monte himalayano alto 7.350 metri che sorge tra il Nepal e il Tibet.
Il 12 ottobre 1986 Katsushi Emura, Yukitoshi Endo, Katsuo Matsuki e Yoshihiro Shikoda, facenti parte di una spedizione giapponese, raggiunsero per la prima volta la vetta della montagna.
Il 22 maggio 2007 Hans Kammerlander con Karl Unterkircher scalarono la montagna dallo spigolo sud per la prima volta. Il primato è però conteso da una spedizione slovena che afferma di aver raggiunto la meta nel 2004.